# Liste der Kulturdenkmale in Bredstedt
In der Liste der Kulturdenkmale in Bredstedt sind alle Kulturdenkmale der schleswig-holsteinischen Gemeinde Bredstedt (Kreis Nordfriesland) aufgelistet (Stand: 10. März 2025).

## Legende
In den Spalten befinden sich folgende Informationen:
- Objekt-ID: die Nummer des Kulturdenkmales
- Lage: die Adresse des Kulturdenkmales und die geographischen Koordinaten. Kartenansicht, um Koordinaten zu setzen. In der Kartenansicht sind Kulturdenkmale ohne Koordinaten mit einem roten Marker dargestellt und können in der Karte gesetzt werden. Kulturdenkmale ohne Bild sind mit einem blauen Marker gekennzeichnet, Kulturdenkmale mit Bild mit einem grünen Marker.
- Offizielle Bezeichnung: Bezeichnung des Kulturdenkmales
- Beschreibung: die Beschreibung des Kulturdenkmales
- Bild: ein Bild des Kulturdenkmales

## Sachgesamtheiten
| Objekt-ID      | Lage                                            | Offizielle Bezeichnung   | Beschreibung | Bild                             |
| -------------- | ----------------------------------------------- | ------------------------ | --- | -------------------------------- |
| 37902 Wikidata | Hohle Gasse 14 (54° 37′ 9″ N, 8° 57′ 43″ O)     | ehem. Brauerei           | ehem. Brauerei und Destille; im Kern 18. Jh., Neu- und Umbauten des 19. Jh.; Zweiflügelanlage aus zweigeschossigen Backsteingebäuden, Brauerwohnhaus unter Satteldach mit straßenseitigem Walm und angeschlossenem Lager mit Ladegiebel; winklig daran angesetzt Produktionsgebäude unter Satteldach; rechteckige gepflasterte und begrünte Hoffläche mit Einfriedung aus Ziegelmauer und Eisengitterzaun - Begründung: geschichtlich, künstlerisch, städtebaulich, technisch - Schutzumfang: Brauerwohnhaus, Produktionsgebäude, Brauereigarten mit Einfriedung | BW                               |
| 50819 Wikidata | Norderstraße 4 (54° 37′ 13″ N, 8° 57′ 39″ O)    | ehem. Kolonialwarenladen | ehem. Kolonialwarenladen; Ensemble bestehend aus ehem. Kolonialwarenladen, im Kern 18. Jh., eingeschossiger giebelständiger geschlämmter Backsteinbau mit Schweifgiebel unter Satteldach, bis 1823 als Stockhaus genutzt, und zweigeschossigem Speicher, wohl 1. H. 19. Jahrhundert, Backsteinbau unter Satteldach mit Ladeluken und Ladebalken - Begründung: geschichtlich, städtebaulich - Schutzumfang: ehem. Kolonialwarenladen, ehem. Speicher | BW                               |
| 51117 Wikidata | Süderstraße 40 (54° 36′ 57″ N, 8° 57′ 58″ O)    | Hofstelle Margarethenruh | Hofstelle Margarethenruh; eingeschossiges verputztes Wohnhaus von 1903 unter Satteldach, traufständig mit Risalit und Zwerchhaus; winklig dazu angeordnet Scheune, wohl Ende 19. Jh., zweigeschossiger Backsteinbau unter Satteldach mit Lootor, Fassade mit Sägezahnfries und Eisenankern - Begründung: geschichtlich, städtebaulich - Schutzumfang: Wohnhaus, Scheune | BW                               |
| 37915 Wikidata | Süderstraße 5a, 32 (54° 37′ 1″ N, 8° 57′ 57″ O) | Kirche St. Nikolai       | Kirche St. Nikolai; im Süden der Altstadt liegendes Ensemble, bestehend aus Ev. Kirche St. Nikolai, spätgotischer Saalbau aus Backstein (1510/11) mit eingezogenem, polygonalen Chor (1462/67), geschweiftem Dachreiter (1817) und neogotischer, westlicher Schaufassade (1875/76) sowie Gedächtnishalle von 1956; umfriedeter Kirchhof mit Lindenkranz und Torhaus (1729) sowie historischen Grabmalen (16.-19. Jh.) und Kriegerdenkmal (1921); Pastorat mit Garten und Einfriedung (1890), eingeschossiger Backsteinbau unter Schopfwalmdach, Fassade mit farbigen Ziersteinen und Terrakotten aufgelockert durch Risalite, Lisenen und Ziergliederung - Begründung: geschichtlich, künstlerisch, städtebaulich - Schutzumfang: Kirche St. Nikolai mit Ausstattung, Kirchhof mit Grabmale, Torhaus, Lindenkranz, Kirchhofsmauer, Granit-Böschungsmauer, Kriegerdenkmal (Süderstraße 5a); ehem. Pastorat mit Einfriedung, Garten (Süderstraße 32) | weitere Fotos \| Fotos hochladen |

## Mehrheit von baulichen Anlagen
| Objekt-ID      | Lage                                                      | Offizielle Bezeichnung              | Beschreibung | Bild |
| -------------- | --------------------------------------------------------- | ----------------------------------- | --- | ---- |
| 37828 Wikidata | Bahnhofstraße 15, 17, 19, 21 (54° 37′ 14″ N, 8° 58′ 6″ O) | Wohnhäuser Bahnhofstraße 15-21      | Wohnhäuser Bahnhofstraße 15-21; um 1900 bis 1920; Gruppe aus vier eingeschossigen, traufständigen Wohnhäusern mit Drempel unter Satteldächern und mittigem Zwerchhaus, die Fassaden in Putz und Backstein. - Begründung: geschichtlich, städtebaulich - Schutzumfang: Wohnhäuser Bahnhofstraße 15, 17, 19, 21 | BW   |
| 50867 Wikidata | Markt 2, 4 (54° 37′ 6″ N, 8° 57′ 59″ O)                   | Wohn- und Geschäftshäuser Markt 2-4 | Wohn- und Geschäftshäuser Markt 2-4; um 1900; Ensemble aus zwei zweigeschossigen traufständigen Putzbauten unter gekappten Dächern, Fassaden mit Putzzierformen der Neorenaissance - Begründung: geschichtlich, städtebaulich - Schutzumfang: Wohn- und Geschäftshäuser Markt 2, 4 | BW   |
| 50820 Wikidata | Markt 7, 9, 11, 13 (54° 37′ 5″ N, 8° 57′ 56″ O)           | Baugruppe Markt 7-13                | Baugruppe Markt 7-13; 1790-1905 errichtet; Baugruppe aus drei Wohnhäusern, ein- bis zweigeschossig, trauf- und giebelständig, und einem zweigeschossigen traufständigen Gasthof, die Fassaden in Putz und Backstein, historisch gewachsene Marktbebauung - Begründung: geschichtlich, wissenschaftlich, künstlerisch, städtebaulich - Schutzumfang: Wohnhäuser (Markt 7, 9, 11), Gasthof (Markt 13)                                                                                      | BW   |
| 37909 Wikidata | Markt 29-31, 33, 35, 37 (54° 37′ 6″ N, 8° 57′ 47″ O)      | Randbebauung Rathausvorplatz        | Randbebauung Rathausvorplatz; um 1900; einfassende Bebauung des Rathausvorplatzes, im Norden des Rathauses liegende Aufweitung des Marktplatzes, eingefasst durch den Rathausbau und einer geschlossenen Reihe von giebel- und traufständigen Wohn- und Geschäftshäusern, mit Putz- und Ziegelfassaden, in historistischer Formensprache - Begründung: geschichtlich, städtebaulich - Schutzumfang: Rathaus (Markt 29-31), Wohnhaus (Markt 33), Wohn- und Geschäftshäuser (Markt 35, 37) | BW   |

## Gründenkmale
| Objekt-ID      | Lage                                        | Offizielle Bezeichnung | Beschreibung | Bild            |
| -------------- | ------------------------------------------- | ---------------------- | --- | --------------- |
| 19438 Wikidata | Süderstraße 5a (54° 37′ 1″ N, 8° 57′ 56″ O) | Kirchhof               | Kirchhof; wohl 1462 angelegt; durch Granit-Böschungsmauer und Backsteinmauer umfriedete trapezförmige Grünfläche mit Lindenkranz, Torhaus, Grabmalen und Kriegerdenkmal - Begründung: geschichtlich, künstlerisch, städtebaulich - Schutzumfang: Kirchhof, Grabmale, Torhaus, Lindenkranz, Kirchhofsmauer, Granit-Böschungsmauer, Kriegerdenkmal - Denkmaltyp: Gründenkmal, Sachgesamtheit: Kirche St. Nikolai | Fotos hochladen |

## Quelle
- Liste der Kulturdenkmale in Schleswig-Holstein – Kreis Nordfriesland (PDF)

- Karte mit allen Koordinaten:
- OSM |
- WikiMap